# 외산면
외산면(外山面)은 대한민국 충청남도 부여군의 면이다. 면소재지이기도 한 만수리에는 무량사가 있다.

## 행정 구역
- 만수리(萬壽里): 행정복지센터 소재지.
- 가덕리(佳德里)
- 갈산리(葛山里)
- 문신리(文臣里)
- 반교리(盤橋里)
- 복덕리(福德里)
- 비암리(飛巖里)
- 삼산리(三山里)
- 수신리(水新里)
- 장항리(獐項里)
- 전장리(前場里)
- 지선리(芝仙里)
- 화성리(花城里)

## 교통
- 국도 제40호선
- 지방도 제606호선

## 교육
- 초등학교 : 외산초등학교
- 중학교 : 외산중학교